# Four Weddings and a Funeral (televisieserie)
Four Weddings and a Funeral is een Amerikaanse romantische komedieserie, gebaseerd op de Britse film met dezelfde naam uit 1994, geschreven door Richard Curtis. De serie die op 31 juli 2019 in première ging op Hulu is gemaakt door Mindy Kaling en Matt Warburton. Four Weddings and a Funeral verscheen op 4 oktober 2019 op Videoland.

## Rolverdelingen
- Nathalie Emmanuel als Maya
- Nikesh Patel als Kash
- Rebecca Rittenhouse als Ainsley Howard
- John Reynolds als Duffy
- Brandon Mychal Smith als Craig
- Zoe Boyle als Gemma
- Sophia La Porta als Zara
- Harish Patel als Haroon
- Guz Khan als Basheer
- Alex Jennings als Andrew Aldridge
- Krrish Patel als Asif Khan
- Dermot Mulroney als Bryce Dylan
- Nathan Stewart-Jarrett als Tony
- Aimee-Ffion Edwards als Tabby
- Ashley Madekwe als Julia
- Jamie Demetriou als Marcus
- Tom Mison als Quentin
- Andie MacDowell als Mrs. Howard

## Afleveringen
| Nr. | Titel                       | Regisseur          | Schrijver(s)                     | Datum uitzending  |
| --- | --------------------------- | ------------------ | -------------------------------- | ----------------- |
| 1   | "Kash With a K"             | Charles McDougall  | Mindy Kaling & Matt Warburton    | 31 juli 2019      |
| 2   | "Hounslow"                  | Charles McDougall  | Mindy Kaling & Tracey Wigfield   | 31 juli 2019      |
| 3   | "We Broke"                  | Tristram Shapeero  | Matt Warburton                   | 31 juli 2019      |
| 4   | "The Winner Takes It All"   | Tristram Shapeero  | Chris Schleicher                 | 31 juli 2019      |
| 5   | "Love, Chalet"              | Catherine Morshead | Charlie Grandy                   | 7 augustus 2019   |
| 6   | "Lights, Camera, Wedding"   | Catherine Morshead | Lana Cho                         | 14 augustus 2019  |
| 7   | "The Sound of Music"        | Tom Marshall       | Abby Ajayi                       | 21 augustus 2019  |
| 8   | "Game Night"                | Tom Marshall       | Charlie Grandy & Bisha K. Ali    | 28 augustus 2019  |
| 9   | "Four Friends and a Secret" | Catherine Morshead | Meredith Dawson                  | 4 september 2019  |
| 10  | "New Jersey"                | Tristram Shapeero  | Tracey Wigfield & Matt Warburton | 11 september 2019 |

## Ontvangst
Op Rotten Tomatoes heeft Four Weddings and a Funeral een waarde van 42% en een gemiddelde score van 5,60/10, gebaseerd op 38 recensies. Op Metacritic heeft de film een gemiddelde score van 50/100, gebaseerd op 20 recensies.

## Prijzen en nominaties
| Jaar | Prijs                   | Categorie                           | Ontvangstnemer(s) | Uitslag     |
| ---- | ----------------------- | ----------------------------------- | ----------------- | ----------- |
| 2020 | National Film Awards UK | Beste actrice in een televisieserie | Nathalie Emmanuel | Genomineerd |